# Aranyos futrinka
Az aranyos futrinka (Carabus auratus) a rovarok (Insecta) osztályának bogarak (Coleoptera) rendjébe, ezen belül a ragadozó bogarak (Adephaga) alrendjébe és a futóbogárfélék (Carabidae) családjába tartozó faj.

## Előfordulása
Az aranyos futrinka eredeti előfordulási területe Európa nyugati - az Egyesült Királyság kivételével - és középső részei. Az 1950-es években betelepítették az Amerikai Egyesült Államokba, hogy irtsa a gyümölcsösöket támadó gyapjaslepkét (Lymantria dispar).

## Alfajai
- Carabus auratus auratus
- Carabus auratus diensis
- Carabus auratus honnorati
- Carabus auratus lasserei
- Carabus auratus lotharingus
- Carabus auratus mpurguesi
- Carabus auratus navarricus

## Megjelenése
Az állat testhossza 17-22 milliméter. A zöld bogár aranysárgásan fénylik.

## Életmódja
A ragadozó lárva apró gerinctelenekkel táplálkozik, és kora reggel indul vadászni. Amikor a lárva eléri maximális méretét, elbújik a talajba, ahol bebábozódik. Az imágó, bogárlétére eléggé hosszú életű, akár két évet is élhet. Ezalatt számtalan kártevő bogarat, házas csigát és szárazföldi csupaszcsigát (Eupulmonata) pusztít el.

## Képek

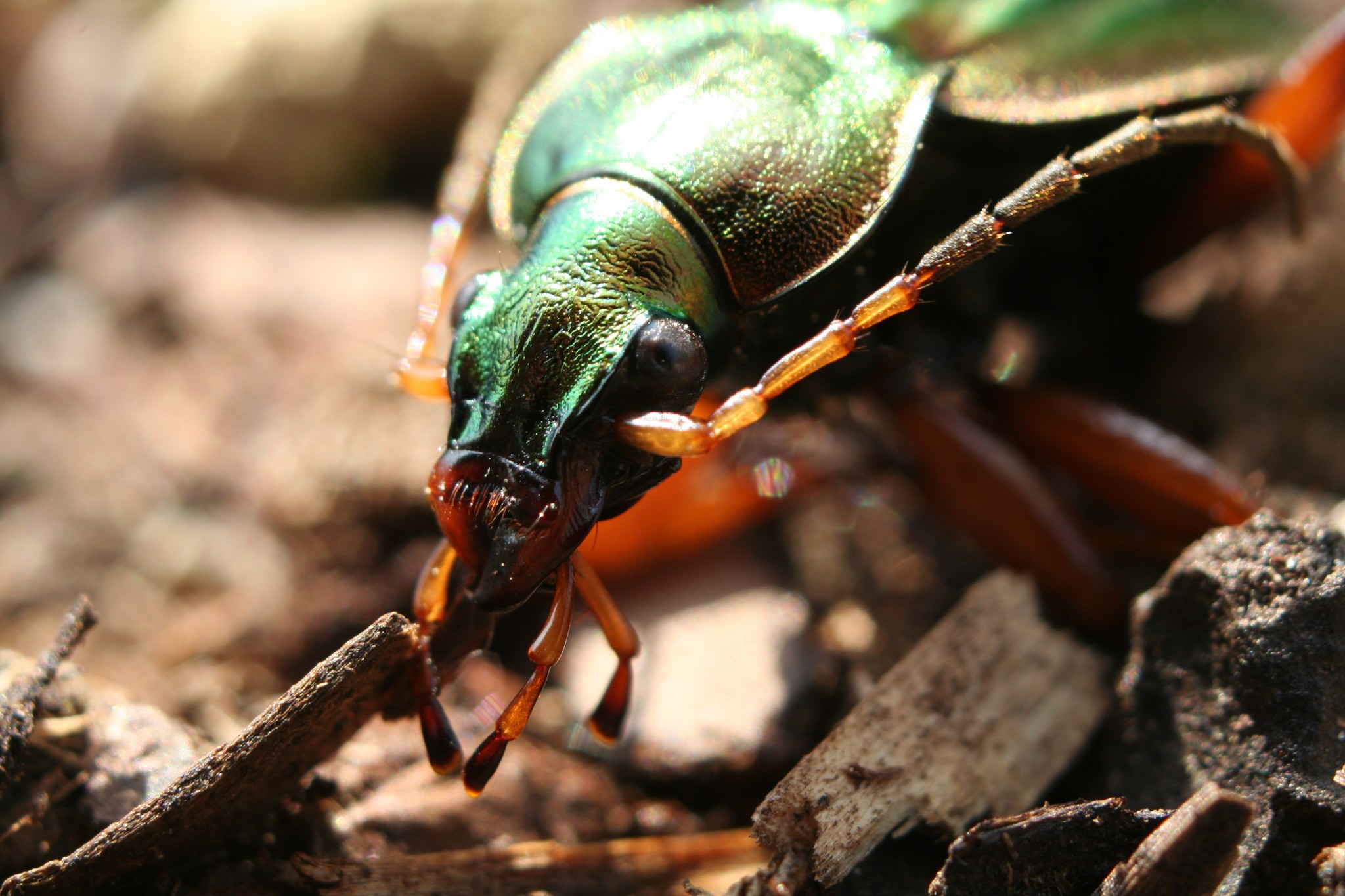
Portré
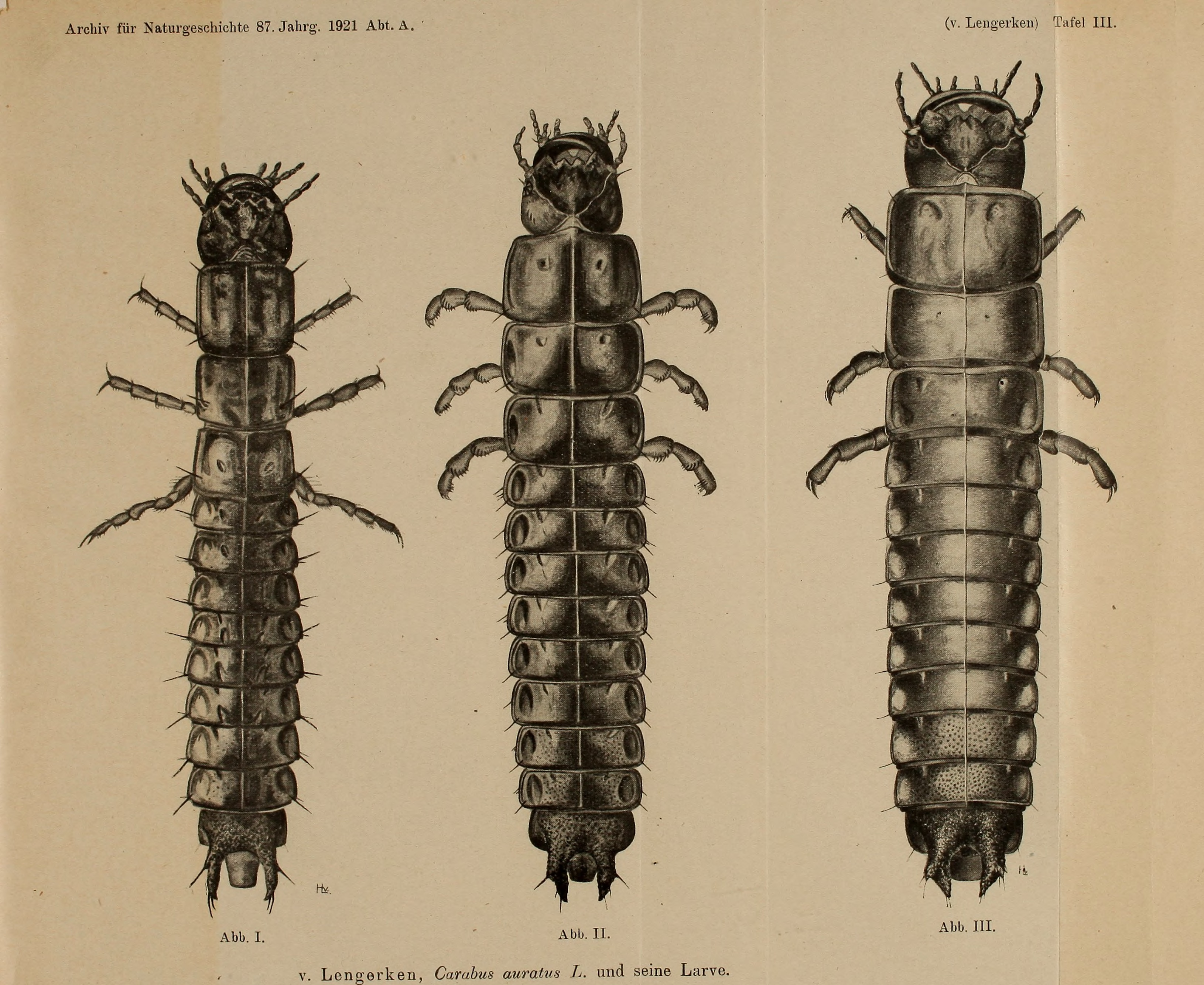
Lárvák
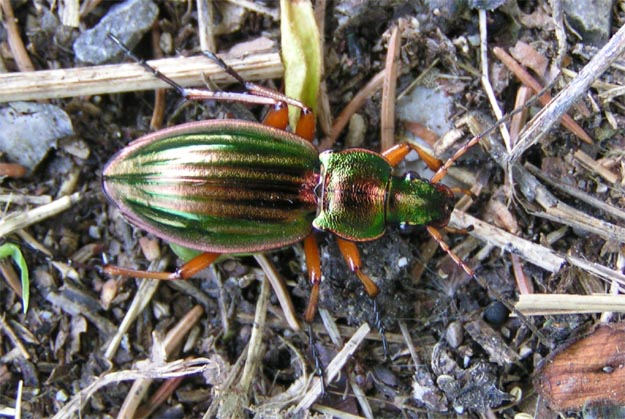
és imágó
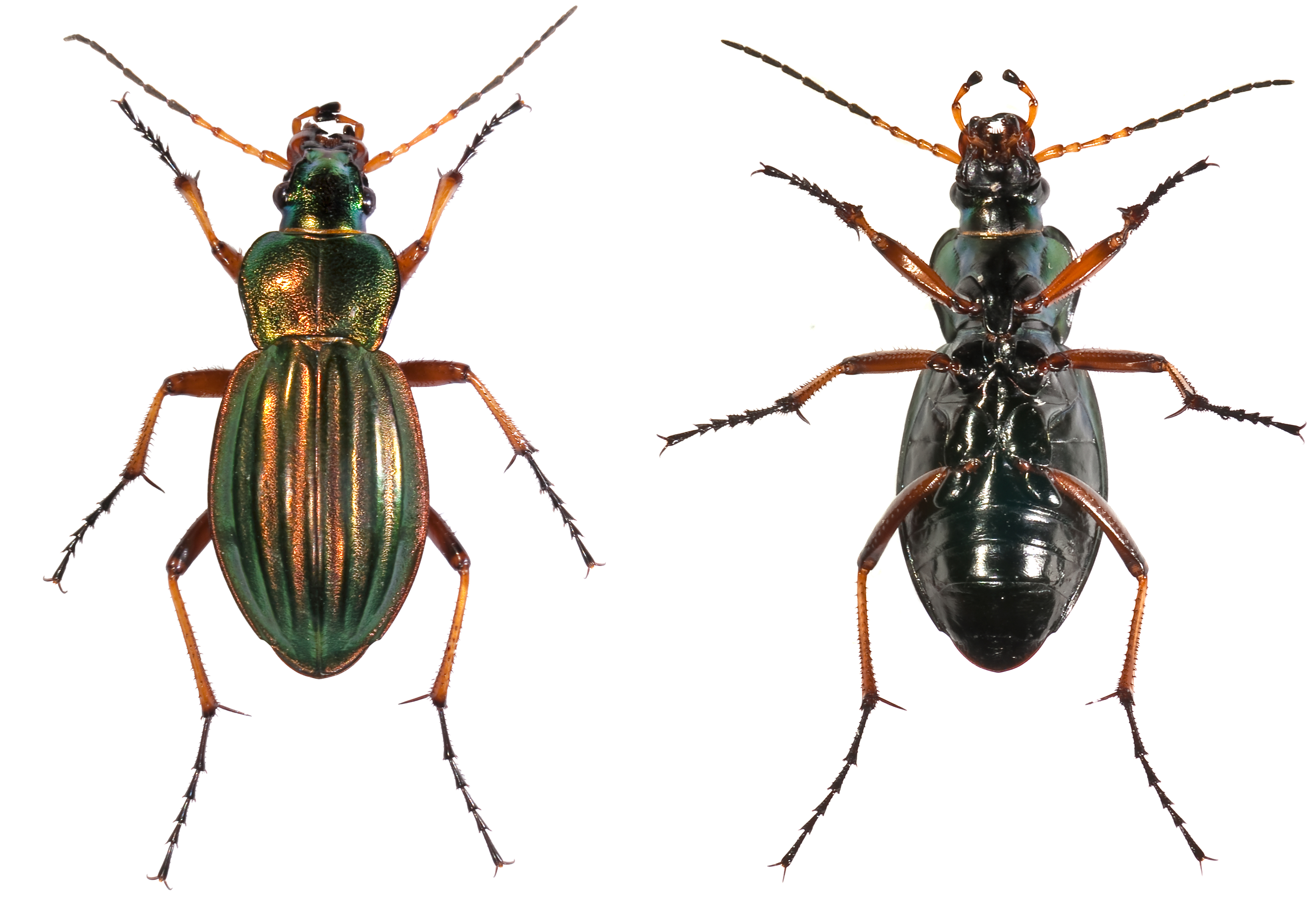
Ugyanaz a bogár felülről és alulról